# Tour Ariane
Tour Ariane ist der Name eines Wolkenkratzers im Pariser Vorort Puteaux in der Bürostadt La Défense. Mit dem Bau wurde im Januar 1973 begonnen. Bei seiner Fertigstellung im Dezember 1975 war der 152 Meter hohe Büroturm der Vierthöchste im Geschäftsviertel La Défense. Das Gebäude verfügt über 36 oberirdische und 6 unterirdische Etagen und über eine Fläche von etwa 63.000 Quadratmetern. Entworfen wurde der Wolkenkratzer von den Architekten Jean de Mailly und Robert Zammit. 2008 wurde der Büroturm komplett renoviert. Mieter der Tour Ariane sind die Konzerne Air Liquide, IMS Health, BT Group, Crédit Lyonnais, NetApp, Société Générale, Numericable und Regus.
Der Büroturm ist mit der Métrostation La Défense und dem Bahnhof La Défense an den öffentlichen Nahverkehr im Großraum Paris angebunden.
Bis 2026 wird das Hochhaus renoviert und erhält im Zuge der Renovierung eine neue Fassade.

## Galerie

Tour Ariane im Jahr 2018

Tour Ariane während der Renovierung im Januar 2025